# Shut Up (The-Black-Eyed-Peas-Lied)
Shut Up (englisch für „halt den Mund“ oder „sei still“) ist ein Lied der US-amerikanischen Gruppe The Black Eyed Peas, das im Juni 2003 erschien.

## Entstehung und Veröffentlichung
Geschrieben wurde das Lied von den beiden Black-Eyed-Peas-Mitgliedern William Adams (will.i.am) und Jaime Gomez (Taboo), zusammen mit den Koautoren George Pajon Jr. und Kurtis Walker. will.i.am zeichnete zudem, zusammen mit Ron Fair, auch für die Produktion verantwortlich.
Die Erstveröffentlichung von Shut Up erfolgte am 24. Juni 2003 als Teil von Elephunk bei A&M Records, dem dritten Studioalbum der Black Eyed Peas. Am 14. Oktober 2003 erschien es als zweite Singleauskopplung aus dem Album. Diese erschien weltweit in verschiedenen Ausführungen, so unter anderem als 2-Track-CD-Single mit einer Liveversion zu Tell Your Mama Come als B-Seite (Katalognummer: 06024 9814502), oder CD-Maxi-Single, die um weitere Liveversionen zu Karma sowie das Musikvideo zu Shut Up als B-Seite erweitert wurde (Katalognummer: 06024 9814501).

## Inhalt
Shut Up erzählt eine dramatische Geschichte, bei der schlechte Kommunikation in Beziehungen das Hauptthema ist. Es handelt von einer problematischen Liebesbeziehung; zentral ist im Lied die sich wiederholende, namensgebende Aufforderung „shut up, just shut up, shut up“. Die weibliche Rolle, gesungen von Fergie, ist von zwei Frauen inspiriert, mit denen die Bandmitglieder will.i.am und apl.de.ap eine Zeit lang ausgegangen sind.

## Musikvideo
Im Musikvideo wird der Inhalt des Liedes als Oper über einen Kampf der Geschlechter aufbereitet. will.i.am und Taboo nehmen dabei die Rollen von Fergies Freiern ein, apl.de.ap tritt als Dirigent in Erscheinung. Im Video haben Kimberly Wyatt und Carmit Bachar aus der Band The Pussycat Dolls sowie Travis Barker von Blink-182 und Shifty Shellshock von Crazy Town Cameoauftritte. Entstanden ist das Musikvideo unter der Regie von The Malloys.

## Mitwirkende
| The Black Eyed Peas - apl.de.ap – Gesang (nur im Remix) - Fergie – Gesang - Taboo – Gesang - will.i.am – Ausführende Produktion, Gesang, Moog-Synthesizer Weitere Musiker - George Pajon, Jr. – Gitarre - J. Curtis – Gitarre - Ray Brady – Gitarre | Produktion - Ron Fair – Ausführende Produktion - Dylan Dresdow – Toningenieur - Christine Sirois – Toningenieur - Tal Herzberg – Toningenieur - Tony Maserati – Abmischung - Brian Gardner – Mastering |

## Rezeption
In einer bearbeiteten Version des Knee Deep Remix von Shut Up, der auf der Deluxeversion des Albums The E.N.D. im Jahr 2010 erschien, wurde (Not Just) Knee Deep von Funkadelic gesampled. Das führte dazu, dass George Clinton, der Frontman von Funkadelic, eine Urheberrechtsklage gegen will.i.am, Fergie und Universal Music einreichte, da der Songs trotz seines Widerspruchs genutzt wurde.

## Kommerzieller Erfolg

### Chartplatzierungen
Shut Up avancierte in zwölf Ländern zum Nummer-eins-Hit, darunter Australien, Belgien, Deutschland, Frankreich, Italien, Neuseeland, Norwegen, Österreich, Schweden oder auch die Schweiz.
| ChartsChartplatzierungen     | Höchstplatzierung | Wochen |
| ---------------------------- | ----------------- | ------ |
| Deutschland (GfK)            | 1 (22 Wo.)        | 22     |
| Österreich (Ö3)              | 1 (4 Wo.)         | 4      |
| Schweiz (IFPI)               | 1 (37 Wo.)        | 37     |
| Vereinigtes Königreich (OCC) | 2 (14 Wo.)        | 14     |

| ChartsJahrescharts (2003)    | Platzierung |
| ---------------------------- | ----------- |
| Vereinigtes Königreich (OCC) | 20          |

| ChartsJahrescharts (2004)    | Platzierung |
| ---------------------------- | ----------- |
| Deutschland (GfK)            | 6           |
| Österreich (Ö3)              | 4           |
| Schweiz (IFPI)               | 2           |
| Vereinigtes Königreich (OCC) | 87          |

### Auszeichnungen für Musikverkäufe
| Land/Region                  | Auszeichnungen für Musikverkäufe (Land/Region, Auszeichnung, Verkäufe) | Verkäufe  |
| ---------------------------- | ---------------------------------------------------------------------- | --------- |
| Australien (ARIA)            | 2× Platin                                                              | 140.000   |
| Belgien (BRMA)               | Platin                                                                 | 50.000    |
| Deutschland (BVMI)           | Platin                                                                 | 300.000   |
| Frankreich (SNEP)            | Platin                                                                 | 400.000   |
| Neuseeland (RMNZ)            | Platin                                                                 | 10.000    |
| Norwegen (IFPI)              | Platin                                                                 | 10.000    |
| Österreich (IFPI)            | Gold                                                                   | 15.000    |
| Schweden (IFPI)              | Gold                                                                   | 10.000    |
| Schweiz (IFPI)               | Platin                                                                 | 40.000    |
| Vereinigte Staaten (RIAA)    | Gold                                                                   | 500.000   |
| Vereinigtes Königreich (BPI) | Platin                                                                 | 600.000   |
| Insgesamt                    | 3× Gold · 9× Platin ·                                                  | 2.075.000 |

Hauptartikel: The Black Eyed Peas/Auszeichnungen für Musikverkäufe